# プラ・ルアン (駆逐艦)
プラ・ルアン（タイ語: เรือหลวงพระร่วง、英語: HTMS Phra Ruang）はタイ海軍の駆逐艦。R級。元は第一次世界大戦中にイギリス海軍のレディアント（HMS Radiant、F59/F56）として運用された後にタイ王国（当時の国名はシャム）へ売却された艦であった。

## 艦歴
レディアントは第一次世界大戦中の1916年11月25日にウールストンのソーニクロフト社で進水、1917年2月に艦長ジェフリー・S・フリートウッド・ナッシュ（Geoffrey S. Fleetwood Nash）中佐の指揮の下でイギリス海軍へ就役した。なおレディアントは竣工時の公試で39.7ノットの最高速度を発揮している。

### イギリス海軍
就役後のレディアントはハリッジを拠点としたハリッジ部隊で活動した。レディアントはオランダ沿岸での夜間船団護衛任務中に、ドイツ海軍が敷設した機雷原に入り込んでしまった駆逐艦トレント、サプライズ、トーネードの救援に向かった。
レディアントが救助を試みようとした時にサプライズとトーネードは再び触雷し、3隻の駆逐艦は失われることになった。レディアントは発見できた生存者全員を救助したが、助かったのは士官・下士官兵合わせて12名に過ぎず、3隻の乗員252名が失われる惨事になった。

### タイ王国海軍
第一次世界大戦終結後、レディアントは1920年6月20日にソーニクロフト社へ買い戻された後で1920年9月にタイ王国海軍へ200,000ポンドで売却され、11世紀に存在したとされる王プラ・ルアンに因みプラ・ルアンと改名された。本艦の購入資金を捻出するために国王ラーマ6世やその他の上流階級の人物が個人的に寄付を行ったことは、タイ王国において軍艦購入のため寄付が行われた最初の例と考えられている。海軍提督アブハカラ・キアーティヴォンセ王子が直々にイギリスへ本艦の購入交渉に向かい、売却後のイギリスからタイ王国への回航の際にはキアーティヴォンセ提督が自ら本艦の指揮を執った。

### 第二次世界大戦
第二次世界大戦勃発後、タイ王国は枢軸国側に立って参戦した。当時プラ・ルアンは第3戦隊に所属していた。1943年1月29日、アメリカ海軍の潜水艦トラウトはプラ・ルアンと思われる目標に3本の魚雷を発射したが外れた。そもそもこの艦はプラ・ルアンではなく日本海軍の海防艦占守の誤認であった。

### 戦後
戦後もプラ・ルアンはタイ王国海軍で運用された。プラ・ルアンことレディアント以外の姉妹艦は戦間期にスケイト1隻を除き全てスクラップになっており、1950年代に入る頃にはプラ・ルアンはR級駆逐艦で最後の生き残りになっていた。プラ・ルアンは1957年の退役まで練習艦として使用された後、1959年7月に海軍から除籍された。しかし、その後もプラ・ルアンの艦体は訓練用ハルクとして長らく使用されており、少なくとも2000年の時点では未だ浮いていたとされるが、その後解体されたものと思われる。船鐘、ガルーダの船首像などの一部備品や煙突が保存されている。